# Архиепархия Гранады

Герб епархии

Архиепархия Гранады (лат. Archidioecesis Granatensis, исп. Archidiócesis de Granada) архиепархия-митрополия Римско-католической церкви в Испании. В настоящее время архиепархией управляет архиепископ-митрополит Хосе Мария Хиль Тамайо.
Клир епархии включает 418 священников (282 епархиальных и 136 монашествующих священников), 1 диакон, 256 монахов, 1 265 монахинь.
Адрес епархии: C. Gracia 48, 18002 Granada, España.

## Территория
В юрисдикцию епархии входят 267 приходов в Андалусии. Она охватывает юго-западную часть провинции Гранада.
Кафедра архиепископа-митрополита находится в городе Гранада в Гранадском соборе.
В состав митрополии (церковной провинции) Гранады входят:
- Архиепархия Гранады;
  - Епархия Альмерии;
  - Епархия Гуадиса;
  - Епархия Картахены;
  - Епархия Малаги;
  - Епархия Хаэна.

## История
Кафедра Гранады была основана 10 декабря 1492 года, став преемницей древней кафедры Эльвиры (Иллибериса). До этого было несколько титулярных епископы Гранады.
В 1563 году была основана епархиальная семинария, освященная во имя Святого Цецилия.
В XVIII и XIX веках епархия пережила немало потрясений из-за враждебного отношения к Церкви со стороны светской власти. Оккупация Испании Наполеоном Бонапартом нанесла серьёзный ущерб религиозному художественному наследию и местам отправления культа. Упразднение монашеских орденов привело к закрытию монастырей. Также пострадала экономическая организация архиепархии.

## Ординарии епархии

### Кафедра Эльвиры
|  |  | - святой Цецилий; - Леубесинд; - Амеант; - Асканий; - Юлиан; - Августул; - Мартурий; - Григорий I; - Пётр I; - Фабиан (300 — 306); - Гонастерий; - Оптат; - Пётр II; - Зоиль; - Григорий Эльвирский (353 — 393); - Иоанн I; | - Валерий; - Лусидий; - Иоанн II; - Иоанн III; - Урс; - Иоанн IV; - Иоанн V; - Манций; - Респект; - Харитон; - Пётр III; - Викентий; - Гонорий; - Стефан (589); - Баддо (597); - Бисин (610 — 619); | - Феликс; - Этерий (633 — 646); - Ага (653); - Антоний; - Аргибад (681 — 683); - Аргемир; - Бапирий; - Иоанн VI (688); - Цетерий (693); - Тректемунд; - Дадила; - Адика; - Бальдуигий; - Эгила (777 — 785); - Даниил; - Гервасий; | - Турибий; - Агила; - Гебульд; - Синтила; - Самуил I (850 — 864); - Гервасий; - Рекаред; - Манила; - Сеннайон; - Нифридий (939); - Самуил II; - Панталеон; - Гундафорий; - Пирривий; - Гапий; - Рекемунд (962). |  |  |  |

### Кафедра Гранады
- Гонсало де Вальбуэна (13.09.1437 — 1442) — францисканец, титулярный епископ;
- Хуан де Атерано (1442) — францисканец, титулярный епископ;
- Диего де Гуадалахара (1447) — доминиканец, титулярный епископ;
- Франсиско де Лаусана (1451 — 1461) — титулярный епископ;
- Эрнандо де Кастилья (1473) — бенедиктинец, титулярный епископ;
- Хуан де Пастор (1479) — титулярный епископ;
- Эрнандо де Талавера (23.01.1493 — 14.05.1507) — иеронимит, первый архиепископ;
- Антонио де Рохас Манрике (22.12.1507 — 11.05.1524) — назначен патриархом Вест-Индии;
- Франсиско Эррера Руэста (08.06.1524 — 1524);
- Педро Портокарреро (26.06.1525 — 05.06.1526);
- Педро Рамирес де Альба (19.12.1526 — 21.06.1528) — иеронимит;
- Гаспар Авалос де ла Куэва (22.01.1528 — 29.03.1542 — назначен архиепископом Сантьяго де Компостеллы;
- Фернандо Ниньо де Гевара[итал.] (29.03.1542 —08.10.1546) — назначен патриархом Вест-Индии;
- Педро Герреро Логроньо (28.10.1546 — 02.04.1576);
- Хуан Мендес де Сальватьерра (11.09.1577 — 24.05.1588);
- Педро Кастро Киньонес (06.12.1589 — 05.07.1610) — назначен архиепископом Севильи;
- Педро Гонсалес де Мендоса[исп.] (19.07.1610 — 08.02.1616) — францисканец, назначен архиепископом Сарагосы;
- Фелипе де Тассис-и-Акунья (24.02.1616 — 20.07.1620) — член Ордена Святого Иакова;
- Гальсеран Альбанель (16.11.1620 — 10.05.1626);
- кардинал Агустин Спинола Басадоне (07.09.1626 — 23.10.1630) —  назначен архиепископом Сантьяго де Компостела;
- Мигель Сантос де Сан-Педро (13.11.1630 — 11.03.1631);
- Фернандо Вальдес Льяно (18.07.1633 — 30.12.1639);
- Мартин Каррильо Альдерете (01.07.1641 — 28.06.1653);
- Антонио Кальдерон (12.01.1654 — 1654);
- Хосе Аргаис Перес (27.07.1654 — 28.05.1667);
- Диего Эсколано-и-Ледесма (27.02.1668 — 04.09.1672);
- Франсиско де Роис-и-Мендоса (29.05.1673 — 16.03.1677) — цистерцианец;
- Алонсо Бернардо де Риос-и-Гусман (13.09.1677 — 05.10.1692) — тринитарий;
- Мартин Аскаргорта (18.05.1693 — 25.02.1719);
- Франсиско Эустакио Переа Поррас (03.07.1720 — 05.06. или 26.06.1723);
- Фелипе де лос Туэрос Уэрта (20.01.1734 — 12.09.1751);
- Онесимо Саламанка Сальдивар (20.03.1752 — 19.12.1757) — назначен архиепископом Бургоса;
- Педро Антонио де Барроэта Анхель (19.12.1757 — 20.03.1775);
- Антонио Хорхе-и-Гальван (29.01.1776 — 02.09.1787);
- Базилио Томас Санчо Эрнандо (17.12.1787 — 1787) — сколопиец;
- Хуан Мануэль Москосо-и-Перальта (03.08.1789 — 24.07.1811);
- Блас Хоакин Альварес Пальма (19.12.1814 — 29.11.1837);
  - Sede vacante (1837—1848)[a];
- Луис Антонио Фольхуэрас Сион (17.01.1848 — 28.10.1850);
- Сальвадор Хосе Рейес Гарсия де Лара (05.09.1851 — 31.03.1865);
- Бьенвенуда Монсон-и-Мартин (08.06.1866 — 27.03.1885) — назначен архиепископом Севильи;
- Хосе Морено-и-Масон (27.03.1885 — 17.01.1905);
- Хосе Месегер-и-Коста (27.03.1905 — 09.12.1920);
- кардинал Висенте Касанова и Марсоль (07.03.1921 — 23.10.1930);
  - Sede vacante (1930 — 1934);
- кардинал Агустин Паррадо и Гарсия (04.04.1934 — 08.10.1946);
- Бальбино Сантос и Оливера (24.11.1946 — 14.02.1953);
- Рафаэль Гарсия и Гарсия де Кастро (09.05.1953 — 03.02.1974);
- Эмилио Бенавент Эскуин (03.02.1974 — 25.05.1977) — назначен архиепископом – военным ординарием Испании;
- Хосе Мендес Асенсио (31.01.1978 — 10.12.1996);
- Антонио Каньисарес Льовера (10.12.1996 — 24.10.2002) — назначен архиепископом Толедо;
- Франсиско Хавьер Мартинес Фернандес[итал.] (15.03.2003 — 1.02.2023, в отставке);
- Хосе Мария Хиль Тамайо[итал.] (1.02.2023 — по настоящее время).

## Статистика
На конец 2006 года из 860 898 человек, проживающих на территории епархии, католиками являлись 743 530 человек, что соответствует 86,4% от общего числа населения епархии.
| год  | население | население | население | священники | священники        | священники         | священники                           | постоянные диаконы | монахи  | монахи  | приходы |
| год  | католики  | всего     | %         | всего      | белое духовенство | черное духовенство | число католиков на одного священника | постоянные диаконы | мужчины | женщины | приходы |
| ---- | --------- | --------- | --------- | ---------- | ----------------- | ------------------ | ------------------------------------ | ------------------ | ------- | ------- | ------- |
| 1950 | 680.000   | 682.000   | 99,7      | 421        | 323               | 98                 | 1.615                                |                    | 258     | 1.440   | 254     |
| 1970 | 620.000   | 620.342   | 99,9      | 577        | 337               | 240                | 1.074                                |                    | 545     | 1.668   | 234     |
| 1980 | 631.000   | 638.800   | 98,8      | 429        | 231               | 198                | 1.470                                |                    | 455     | 1.902   | 258     |
| 1990 | 640.000   | 673.000   | 95,1      | 433        | 263               | 170                | 1.478                                | 1                  | 318     | 966     | 257     |
| 1999 | 660.500   | 694.269   | 95,1      | 449        | 267               | 182                | 1.471                                | 2                  | 304     | 1.402   | 264     |
| 2000 | 661.000   | 693.900   | 95,3      | 453        | 273               | 180                | 1.459                                | 2                  | 295     | 1.410   | 264     |
| 2001 | 674.828   | 693.900   | 97,3      | 457        | 277               | 180                | 1.476                                | 1                  | 291     | 1.420   | 264     |
| 2002 | 674.828   | 693.900   | 97,3      | 471        | 279               | 192                | 1.432                                | 1                  | 353     | 1.623   | 264     |
| 2003 | 675.115   | 693.900   | 97,3      | 428        | 285               | 143                | 1.577                                | 1                  | 275     | 1.610   | 265     |
| 2004 | 679.845   | 706.896   | 96,2      | 418        | 278               | 140                | 1.626                                | 1                  | 217     | 1.259   | 266     |
| 2006 | 743.530   | 860.898   | 86,4      | 418        | 282               | 136                | 1.778                                | 1                  | 256     | 1.265   | 267     |

## Комментарии
1. ↑  18 октября 1838 года без согласия папы Григория XVI королева Изабелла II назначила Хуана Хосе Бонеля-и-Орбе архиепископом Гранады. 4 октября 1847 года следующий папа — Пий IX — назначил его архиепископом Толедо.